# Bardas Focas, o Velho
Bardas Focas (em grego: Βάρδας Φωκᾶς; romaniz.: Bardas Phocas; c. 878 - c. 968 (90 anos)) foi um eminente general bizantino na primeira metade do século X e pai do imperador Nicéforo II Focas e do curopalata Leão Focas, o Jovem.

## Nome
Bardas (Βάρδας, Bárdas) é a forma latina e grega do armênio Varde (Վարդ, Vard), que pode ter derivado do parta vard- (em iraniano antigo *vr̥da-), "rosa", ou do iraniano antigo vard-, "virar".

## História
Bardas era um dos principais membros da família Focas, uma das grandes casas dinásticas da aristocracia militar anatólica. Seu pai era Nicéforo Focas, o Velho, um importante general bizantino com um impecável serviço na península Itálica. Em 917, ele participou, sob ordens de seu irmão mais velho, Leão Focas, o Velho, da desastrosa Batalha de Anquíalo.
Em 941, ele era o estratego do Tema Armeníaco, na região conhecida como Paflagônia. Neste mesmo ano, a marinha da Rússia de Quieve sob a liderança de Igor I de Quieve atacou o Império. Repelidos de Constantinopla, os rus' desembarcaram na Bitínia e passaram a saqueá-la. Bardas impediu que os invasores causassem danos exagerados com sua milícia alistada localmente até que o exército bizantino chegasse sob o comando de João Curcuas para expulsá-los.
Em 945, ele foi nomeado comandante supremo dos exércitos bizantinos no oriente pelo imperador Constantino VII Porfirogênito. Neste posto, ele não conseguiu muitos avanços contra os árabes, sendo repetidamente derrotado por Ceife Adaulá, o emir de Alepo. Em 953, ele foi derrotado e ferido seriamente por Ceife e, após mais derrotas, acabou sendo substituído por seu filho Nicéforo em 955-956.
Quando Nicéforo ascendeu ao trono, ele fez de seu pai o césar, um degrau apenas abaixo do título imperial. Bardas Focas morreu em 968 com a idade de noventa anos.